# Parc du Mont-Royal
Parc du Mont-Royal är en park i Kanada.   Den ligger i regionen Montréal och provinsen Québec, i den sydöstra delen av landet, 160 km öster om huvudstaden Ottawa. Parc du Mont-Royal ligger 204 meter över havet.
Terrängen runt Parc du Mont-Royal är huvudsakligen platt, men den allra närmaste omgivningen är kuperad. Parc du Mont-Royal ligger uppe på en höjd. Runt Parc du Mont-Royal är det mycket tätbefolkat, med 6 241 invånare per kvadratkilometer.. Närmaste större samhälle är Montréal, 0,36 km norr om Parc du Mont-Royal. 
Runt Parc du Mont-Royal är det i huvudsak tätbebyggt.